# Gymnanthes recurva
Gymnanthes recurva är en törelväxtart som beskrevs av Ignatz Urban. Gymnanthes recurva ingår i släktet Gymnanthes och familjen törelväxter. Inga underarter finns listade i Catalogue of Life.